# La Bufa
A La Bufa vagy Cerro de la Bufa nevű hegy a mexikói Zacatecas városának egyik jelképe.

## A hegy
A Nyugati-Sierra Madre hegység részét képező La Bufa Zacatecas városának északnyugati részén emelkedik, közvetlenül a lakóterület szomszédságában. Nevét a spanyol Juan de Tolosa adta a 16. században, a szó az aragóniai nyelvből származik, és disznóhólyagot jelent.
Kedvelt turisztikai célpont, mivel nemcsak a jó kilátás miatt érdemes rá felmászni, hanem csúcsán található egy múzeum, egy kápolna, egy csillagvizsgáló és több emlékmű is: Pánfilo Natera és Felipe Ángeles szobrai, valamint a központi alak, egy lovasszobor, amely Pancho Villa forradalmárt ábrázolja, emlékezve az 1914 nyarán a zacatecasi csatában a huertisták felett aratott győzelemre. Az 1984-ben megnyitott múzeumot is ennek a győzelemnek szentelték: többek között a csatában vagy a forradalom idején használt fegyverek és ruházat, valamint korabeli újságok, fényképek, dokumentumok, tüzérségi eszközök és egy 1906-os várostérkép vannak benne kiállítva. A Nuestra Señora del Patrocinio-kápolnát 1548-tól körülbelül két évszázadon át építették, mellette egy temető található, ahol számos helyi híresség (zenészek, zeneszerzők, oktatók és politikai harcosok) nyugszik.
A csúcsot a Cerro del Grillo nevű heggyel egy drótkötélpályás felvonó köti össze. 1979-ben nyílt meg, pályája kb. 650 méter hosszú és 7 perc alatt szeli át a várost a levegőben, mintegy 85 méteres magasságban. Az év minden napján 10 és 18 óra között közlekedik, kivéve, ha túl nagy a szél.

## A La Bufa legendája
A legenda szerint a hegy belsejében egy hosszú márványlépcső található, ami egy gyönyörű és hatalmas palotához visz. Padlója ezüstből készült (Zacatecas híres ezüstbányáiról), külsejét pedig hatalmas ezüsttáblák fedik. Falai színaranyból vannak, a tetőről pedig fényt árasztó drágakövek lógnak.

## Képek

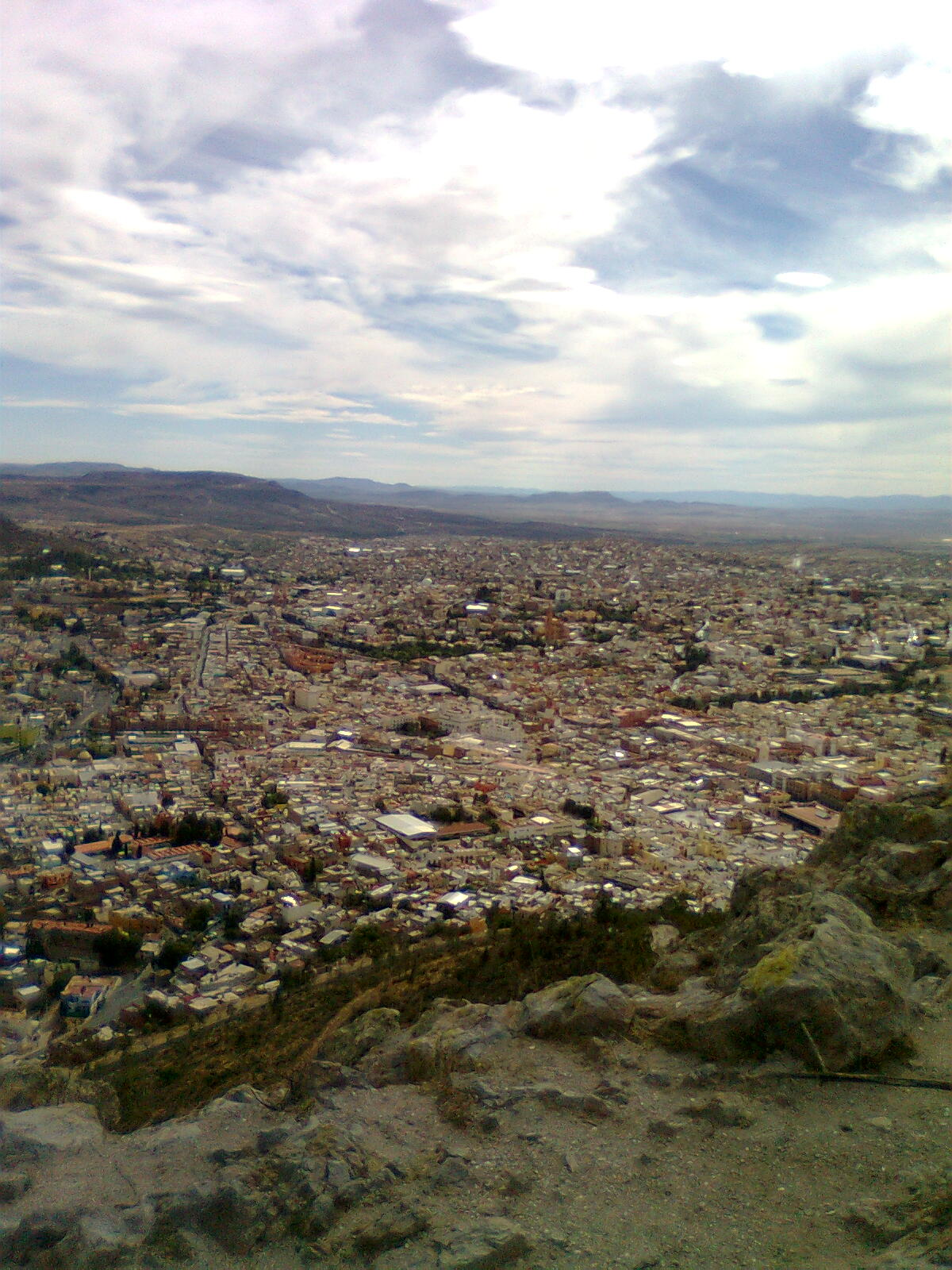
Zacatecas látképe a csúcsról
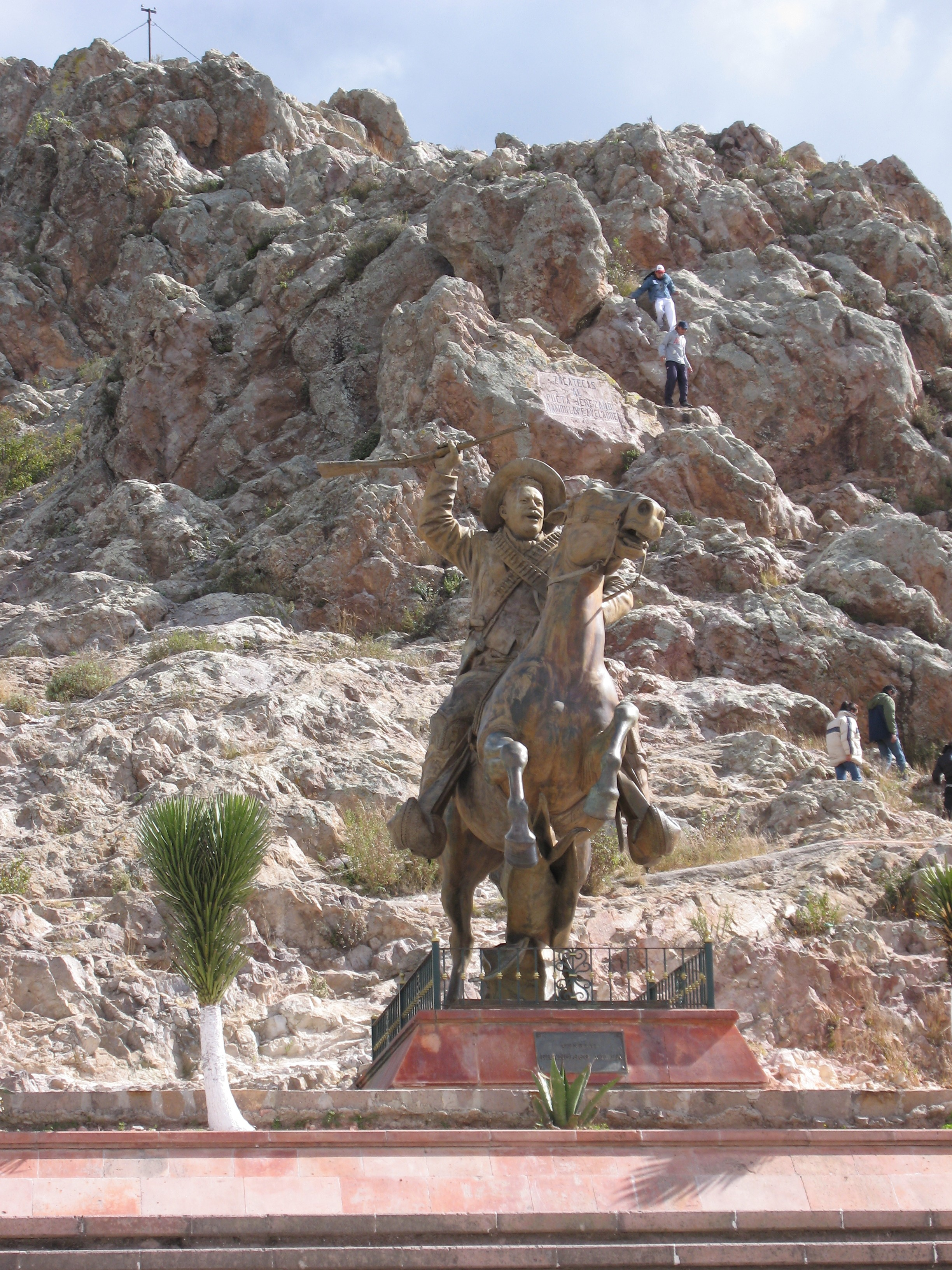
Pancho Villa lovasszobra a La Bufán
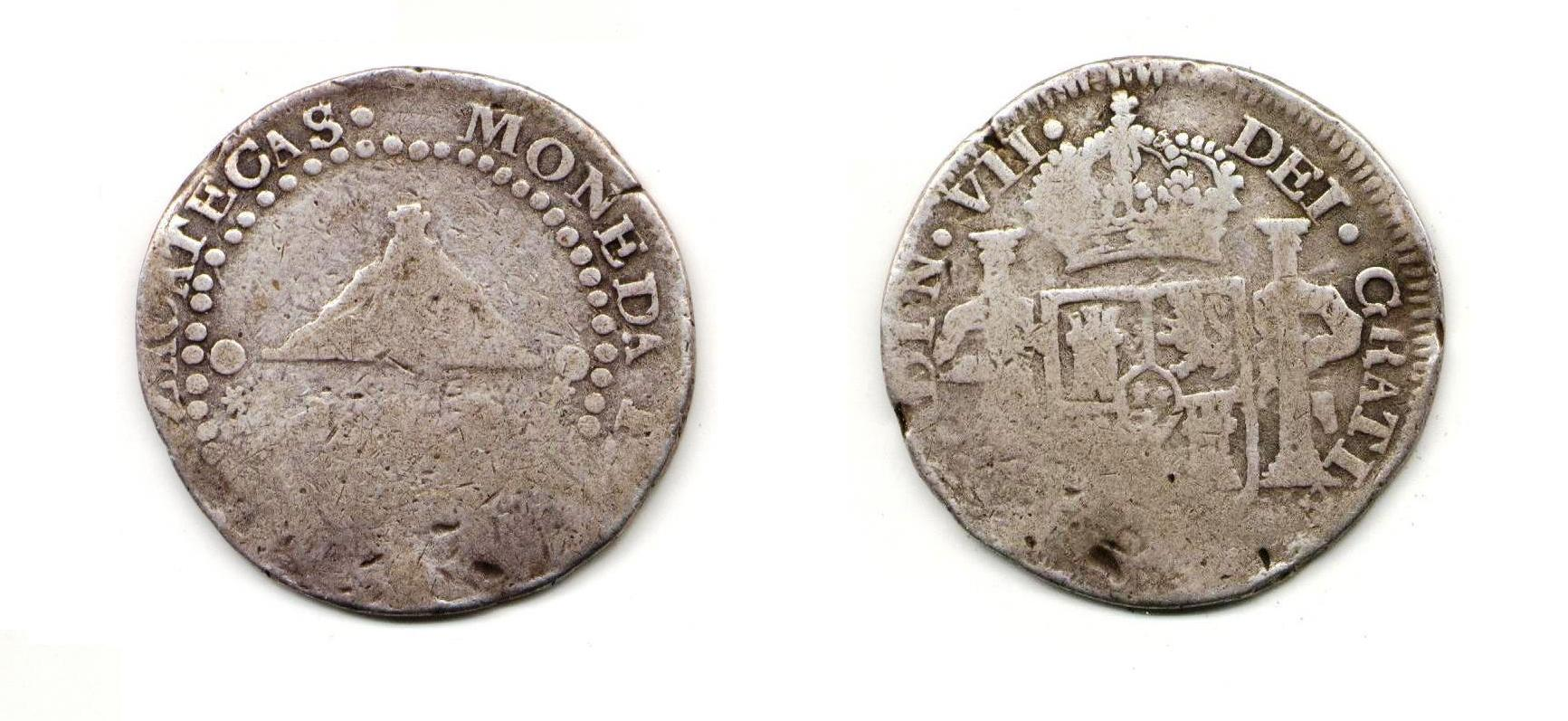
1811-ben vert pénz, egyik oldalán a La Bufa ábrázolásával
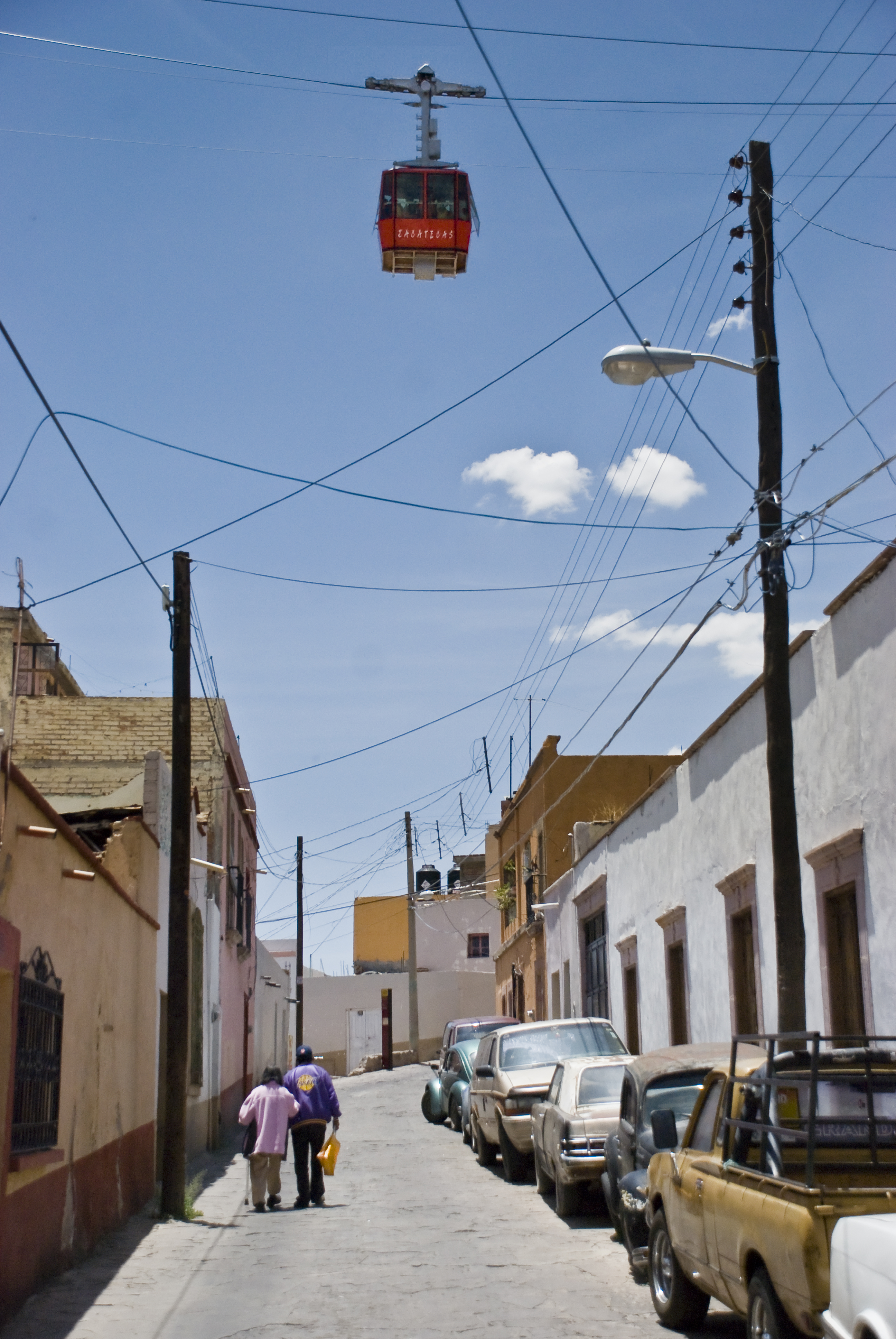
A La Bufa és az El Grillo csúcsok közötti drótkötélpályás felvonó a város egy utcája fölött
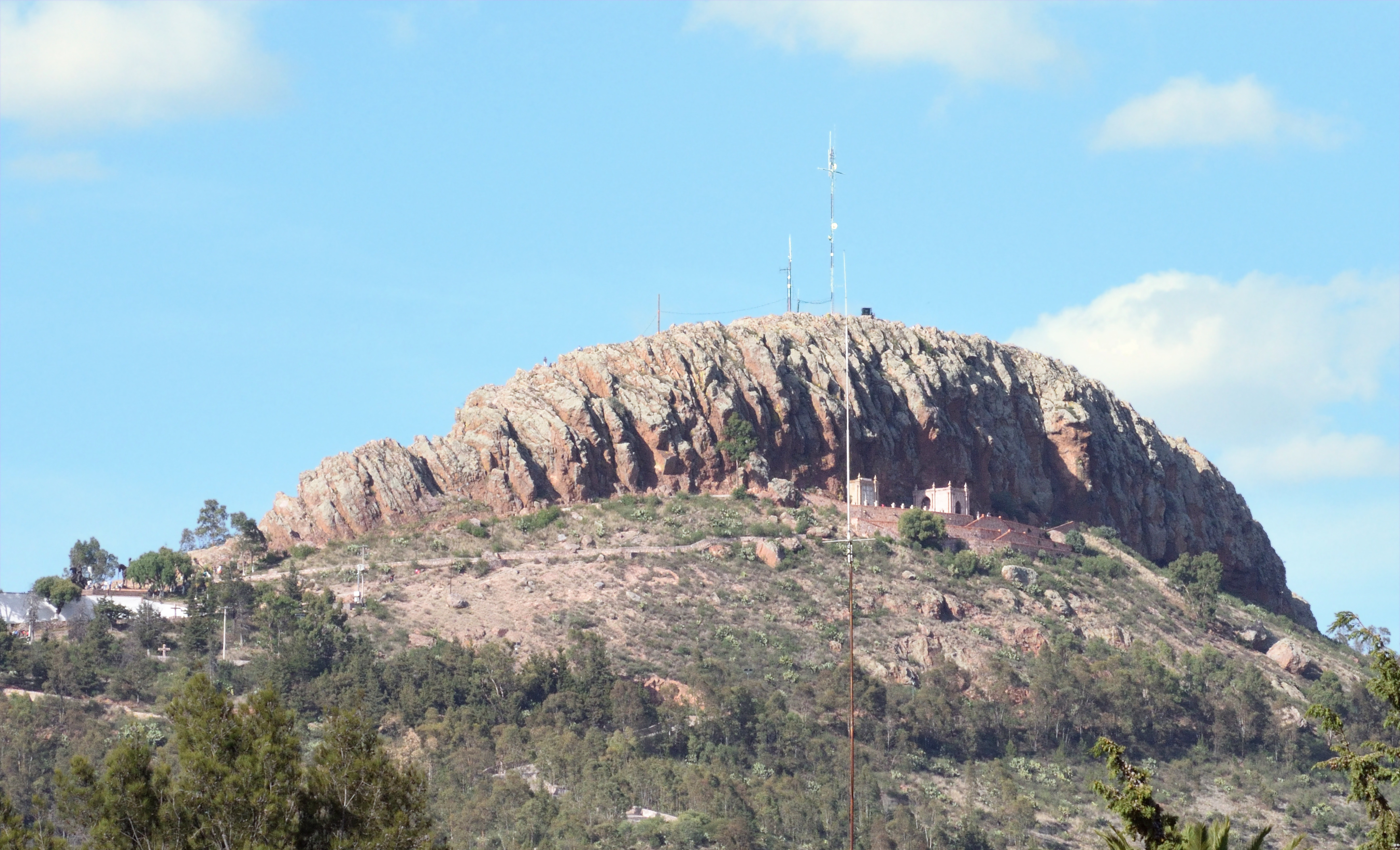
A Cerro de la Bufa